# Presidência de Joe Biden
Joe Biden começou seu mandato como o 46º presidente dos Estados Unidos com sua posse em 20 de janeiro de 2021 e terminou em 20 de janeiro de 2025. Membro do Partido Democrata e ex-vice-presidente sob Barack Obama, ele assumiu após vencer a eleição de 2020 contra Donald Trump. Biden tomou posse durante a pandemia de COVID-19 e polarização política crescente. Quando Biden assumiu o cargo de presidente, Kamala Harris foi simultaneamente empossada como 49.º vice-presidente da nação.
Durante seu primeiro ano de mandato, Biden tomou ações importantes, como restaurar a participação dos Estados Unidos no Acordo de Paris, revogou o projeto do oleoduto Keystone XL e interrompeu o financiamento do muro na fronteira com o México. Ele assinou o American Rescue Plan Act, um pacote de estímulo de US$ 1,9 trilhão de dólares e o Infrastructure Investment and Jobs Act, um plano de dez anos para investir em infraestrutura. No entanto, suas propostas de ampliação da rede de seguridade social não foram aprovadas no Congresso, mas ele conseguiu sancionar o Inflation Reduction Act em 2022, que incluiu investimentos significativos em energia limpa.
Na política externa, Biden se concentrou em restaurar a liderança dos Estados Unidos em nível global. Ele apoiou a expansão da OTAN com a adesão da Finlândia e da Suécia, completou a retirada das forças militares do Afeganistão e respondeu à invasão russa da Ucrânia com sanções e ajuda substancial à Ucrânia. Durante a guerra entre Israel e Hamas, Biden condenou as ações do Hamas e prestou apoio militar a Israel, além de facilitar uma trégua temporária e trocas de prisioneiros.
O presidente Biden iniciou seu mandato com aprovação acima de 50%, mas essa caiu após a retirada do Afeganistão e permaneceu baixa devido à inflação alta e ao aumento dos preços dos combustíveis. Apesar disso, ele supervisionou uma forte recuperação econômica pós-COVID-19, com recordes de baixa taxa de desemprego e criação de empregos. No entanto, preocupações sobre sua idade e aptidão mental resultaram em sua decisão de não buscar a reeleição em 2024.
O legado político de Biden é considerado prejudicado pela reeleição de Donald Trump em 2024, com o mandato impopular de Biden levando ao apoio ao seu antigo oponente. A percepção da maioria do eleitorado americano era que sua gestão, especialmente nas áreas de economia, imigração e política externa haviam sido ruins. A avaliação de sua presidência entre analistas e historiadores, contudo, é bem mais positiva.

## Política interna

### COVID-19

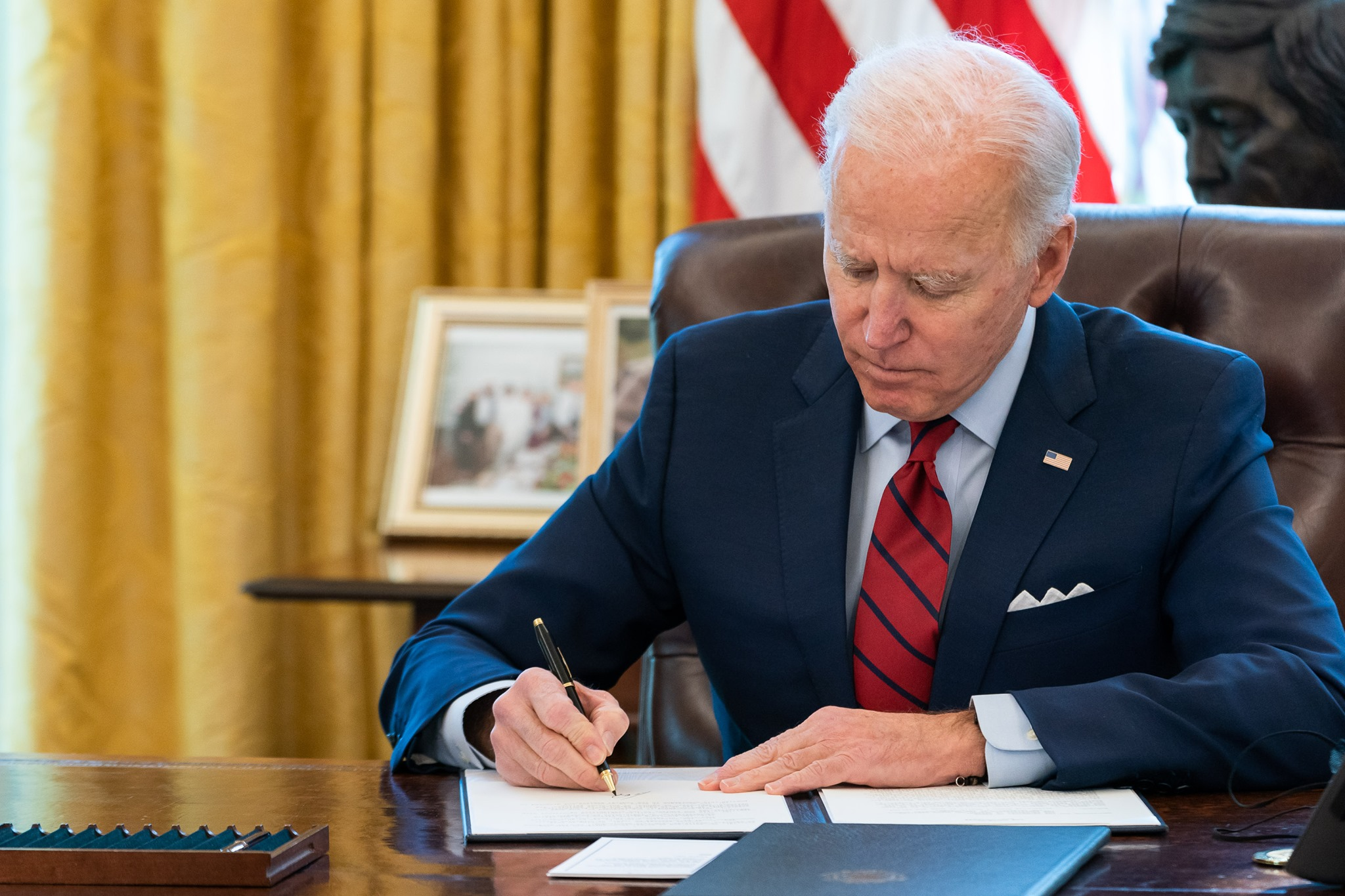
O presidente Biden assinando uma ordem executiva para expandir o Affordable Care Act e melhorar o acesso dos cidadãos a seguro de saúde.

No começo de 2021, os Estados Unidos estava passando por uma grave crise gerada pela pandemia de COVID-19, que, naquela altura, já tinha matado mais de 400 mil pessoas no país.
Em 20 de janeiro de 2021, seu primeiro dia como presidente, Biden assinou uma ordem executiva para garantir o uso de máscara e distanciamento social em todos os prédios e terras federais. Biden também anunciou o retorno dos Estados Unidos a Organização Mundial da Saúde. No seu segundo dia no cargo, o governo liberou um documento de 200 páginas intitulado National Strategy for the COVID-19 Response and Pandemic Preparedness ("Estratégia Nacional para a Resposta ao COVID-19 e Preparação para Pandemia"). O presidente também invocou  o Ato de Produção de Defesa pra acelerar a produção de vacinas e insumos (como frascos de vidro, seringas e outros suprimentos de vacina) a nível federal. Ao justificar o uso do ato, Biden disse: "E quando digo tempo de guerra, as pessoas meio que me olham como 'tempo de guerra?' Bem, como eu disse ontem à noite, 400 000 americanos morreram. Isso é mais do que morreram em toda a Segunda Guerra Mundial, 400 000. Este é um empreendimento em tempo de guerra."
Em 21 de janeiro, Biden assinou mais ordens executivas para conter a pandemia de COVID-19, instruindo as agências do governo para trabalharem mais rápido na vacinação de pessoas, reabertura de escolas e uso obrigatório de máscaras em transporte público interestadual. Em março, o governo Biden anunciou que a meta, prometida durante a campanha, de vacinar cem milhões de pessoas nos primeiros cem dias de sua presidência fora completada, em apenas 58 dias. Assim, as taxas de internação e mortes pelo vírus no país caíram ao final do primeiro trimestre do ano.

### Economia

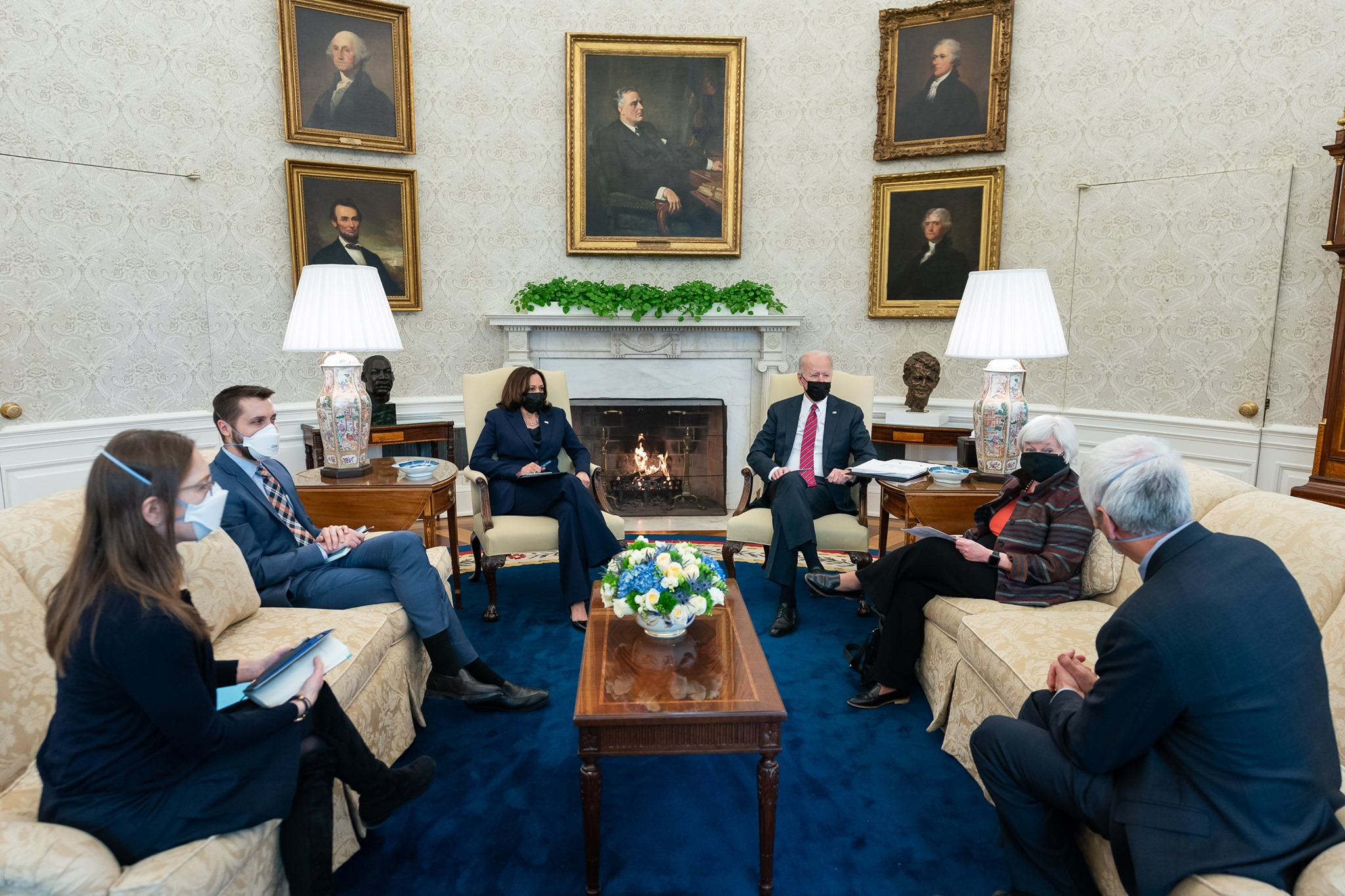
Presidente Biden e a vice-presidente Kamala Harris se reunindo com a secretária do tesouro Janet Yellen e outras autoridades para discutir questões econômicas, em 29 de janeiro de 2021.

Durante o seu mandato, Biden supervisionou a mais forte recuperação econômica de qualquer nação do G7 na era imediata após a pandemia de COVID-19 e também uma das mais fortes recuperações econômicas da história dos Estados Unidos, quebrando um recorde de 70 anos de baixo desemprego, com a criação de mais de dezesseis milhões de novos empregos, o maior número de qualquer presidente em um único mandato.
Em 22 de janeiro de 2021, Biden assinou ordens executivas para reverter ações do ex presidente Trump que limitavam o poder de sindicatos federias de negociar um acordo coletivo de trabalho. Biden também defendeu um aumento para 15 dólares para o salário mínimo federal e aumentou os direitos dos trabalhadores de se envolver com atividades sindicais. Além disso, a ordem executiva de Biden aumentou em 15% a quantidade de dinheiro que vai para as famílias de crianças que estavam perdendo refeições devido ao fechamento de escolas por causa da pandemia. A revogação das três ordens executivas de Trump ocorreu quando as ordens eram usadas para transferir funcionários públicos e cientistas de carreira e substituí-los por funcionários amigáveis ao governo Trump.

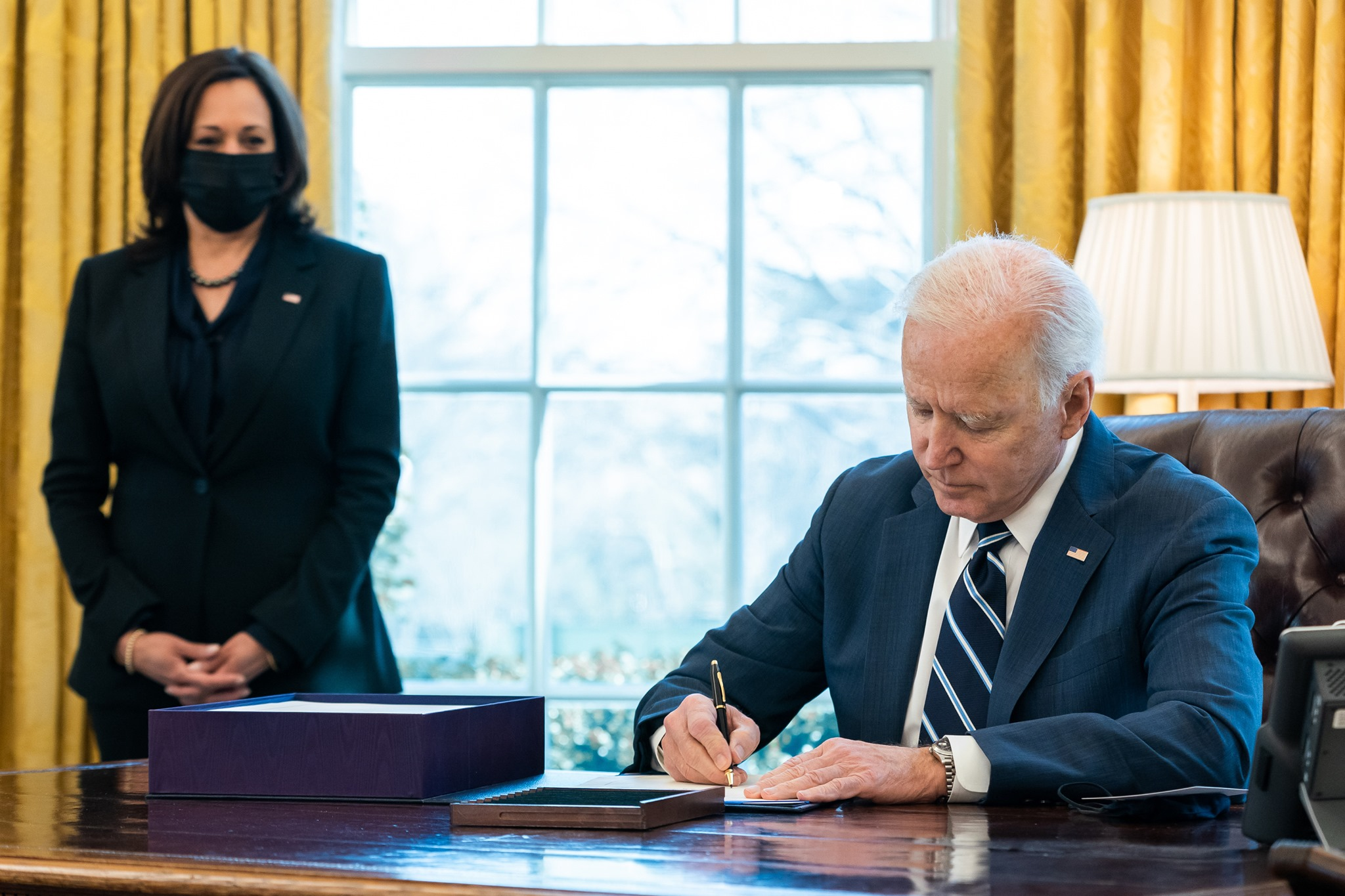
O presidente Biden assina o American Rescue Plan, sendo a primeira vitória legislativa de sua presidência.

Em 14 de janeiro de 2021, Biden revelou seu plano de 1,9 trilhão de dólares para combater o COVID-19 e a crise, no chamado American Rescue Plan ("Plano de Resgate Americano"). O plano incluía 1 trilhão de ajuda direta (a população e empresas de pequeno e médio porte), incluindo 1,4 mil dólares a mais no cheque de ajuda emergencial para o povo americano, fornecimento de moradias populares e assistência nutricional, expandia o acesso a creches seguras e cuidados de saúde acessíveis, aumentando o salário mínimo (esta ideia foi posteriormente abandonada), estendendo o seguro-desemprego, além de dar às famílias com crianças e trabalhadores sem filhos um impulso de emergência durante todo 2021. Ele também iria expandir a elegibilidade desses cheques para dependentes adultos que foram deixados de fora das rodadas anteriores de assistência emergencial. O plano ainda incluía cerca de 440 bilhões de dólares para apoio as comunidades, fornecendo 350 bilhões para médicos, enfermeiras, socorristas, entre outros, com apoio também para pequenas empresas e agências transitórias; 400 bilhões para um plano de vacinação nacional e reabertura de escolas; e 10 bilhões para tecnologia da informação e modernização da infraestrutura federal de segurança cibernética. Na sua primeira entrevista coletiva, Jen Psaki, a Porta-voz da Casa Branca, disse que o plano poderia mudar. O plano foi aprovado pela Câmara em 27 de fevereiro e então enviado para debate no  Senado. Nas mãos dos senadores, o plano de Biden acabou sofrendo alterações para poder aplacar a ala moderada do Partido Democrata. Quando foi levada a plenário do Senado, assim como na Câmara, a proposta foi aprovada por maioria, mas sem um voto de um republicano sequer. O texto voltou para a câmara baixa do Congresso para que as mudanças no pacote de estímulo fossem aprovadas, com os congressistas finalizando a votação em 10 de março. O presidente Biden sancionou a lei no dia seguinte no Salão Oval.
Apesar do aumento da pressão inflacionária, a economia americana mostrou sinais de forte recuperação em 2021, com uma persistente queda no desemprego, aumento da renda dos trabalhadores e redução da dívida pública, além de um crescimento do PIB de aproximadamente 5,7% (o melhor índice desde 1984). Enquanto a inflação foi semelhante aos dos demais países ricos, os Estados Unidos superaram seus concorrentes em crescimento. O Federal Reserve aumentou rapidamente uma taxa básica de juros de março de 2022 até agosto de 2023, com as taxas não caindo conforme esperado. O mercado de ações quebrou recordes sucessivos em 2024.
A revista The New Republic elogiou o desempenho econômico do governo Biden em julho de 2024, destacando como o desemprego em níveis historicamente baixos levou ao crescimento salarial na metade inferior da distribuição de renda. Em outubro de 2024, cerca de 35% das famílias com renda abaixo de US$ 50,000 por ano viviam de salário em salário, um aumento em relação aos 32% de 2019. A ampliação do Affordable Care Act, o crédito fiscal infantil, os cheques de estímulo de US$ 1,400 e a expansão dos benefícios do SNAP também fortaleceram as finanças de americanos de baixa e média renda. A criação de novos negócios também aumentou 30% em relação aos níveis pré-pandemia, com destaque para o empreendedorismo feminino, incluindo mulheres não brancas. Biden levou a aplicação das leis antitruste mais a sério do que presidentes recentes, como mostra o trabalho de Lina Khan na FTC. O governo também buscou reduzir o preço de medicamentos, permitindo que o Medicare negociasse os preços pagos e limitando o preço da insulina.
Pesquisas revelaram que a maioria dos americanos via sua própria situação econômica de forma positiva e avalia as economias locais e estaduais como melhores que a economia nacional, sugerindo uma desconexão alimentada principalmente pela narrativa da mídia. Por exemplo, uma pesquisa da CBS News de março de 2024 mostrou que 65% dos americanos consideravam a economia sob o antecessor de Biden (e eventual sucessor), Donald Trump, como boa, enquanto apenas 38% expressaram opinião semelhante sobre a economia atual sob Biden.

#### Infraestrutura

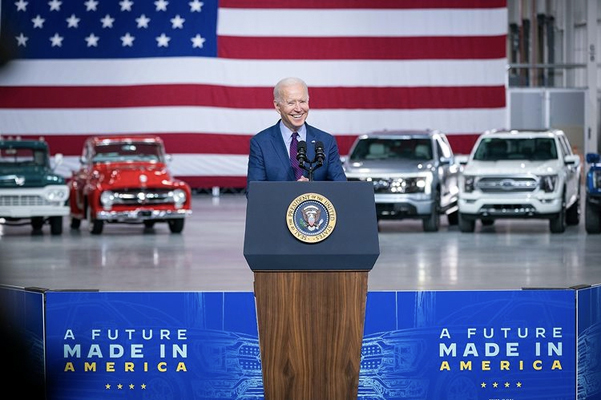
Presidente Biden visitando uma fábrica da Ford Motor Company, em Dearborn, Michigan, durante uma turnê para promover seu plano de infraestrutura.

O governo Biden visava gastos maciços na infraestrutura do país da ordem de dois trilhões de dólares. O presidente formalmente anunciou o pacote em março de 2021, que seria proposto ao Congresso antes do final do ano e englobaria gastos de pelo US$ 621 bilhões destinados a área de transportes, incluindo construção e reforma de pontes, estradas, transporte público de massa, portos, aeroportos e desenvolvimento de veículos elétricos. Outros US$ 300 bilhões seriam focados em melhorar a infraestrutura de água potável (incluindo saneamento), com outros US$ 580 bilhões na indústria manufatureira e no setor pesquisa e desenvolvimento e treinamento profissional. Além disso, mais de US$ 300 bilhões seriam destinados à construção civil e reforma de moradias populares, junto com a construção e reforma de escolas e, por fim, expandir o acesso à internet de banda larga, além de atualizar as redes elétricas nacionais. Para pagar por estes programas, o governo pretende aumentar os impostos para todos os americanos com renda igual ou superior a US 400 mil dólares por ano, além de também aumentar os impostos federais sobre empresas dos atuais 21% para 28% (com esta taxa sendo ainda abaixo do que era em 2017).
Devido a conjecturas políticas e disputas internas no Partido Democrata, Biden teve que dividir seu plano de infraestrutura em dois. O primeiro, que foi chamado de "infraestrutura tradicional", foi aprovado entre junho e novembro no Congresso, com apoio bipartidário, através do Infrastructure Investment and Jobs Act. Este projeto, sancionado pelo Presidente Biden em 15 de novembro de 2021, separou US$ 1,2 trilhões para investimentos em infraestrutura, incluindo US$ 110 bilhões para estradas, pontes e outros grandes projetos, US$ 66 bilhões para ferrovias, US$ 65 bilhões para melhoria e expansão da conexão de internet pelo país e US$ 73 bilhões em investimentos na matriz energética e energia limpa.
Um segundo projeto de lei, chamado de Build Back Better Act, focaria mais em "infraestrutura humana", incluindo licença parental, auxílio doença, aumento de impostos para os cidadãos mais ricos e empresas, e expansão de dedução de impostos a respeito de crianças, além de US$ 550 bilhões para provisões de energia limpa e mudança climática, US$ 400 bilhões para creches e pré-escolas, US$ 150 bilhões para habitação e US$ 40 bilhões para educação superior e qualificação da força de trabalho, totalizando mais de US$ 1,75 trilhões em novos investimentos.

#### Manufatura doméstica

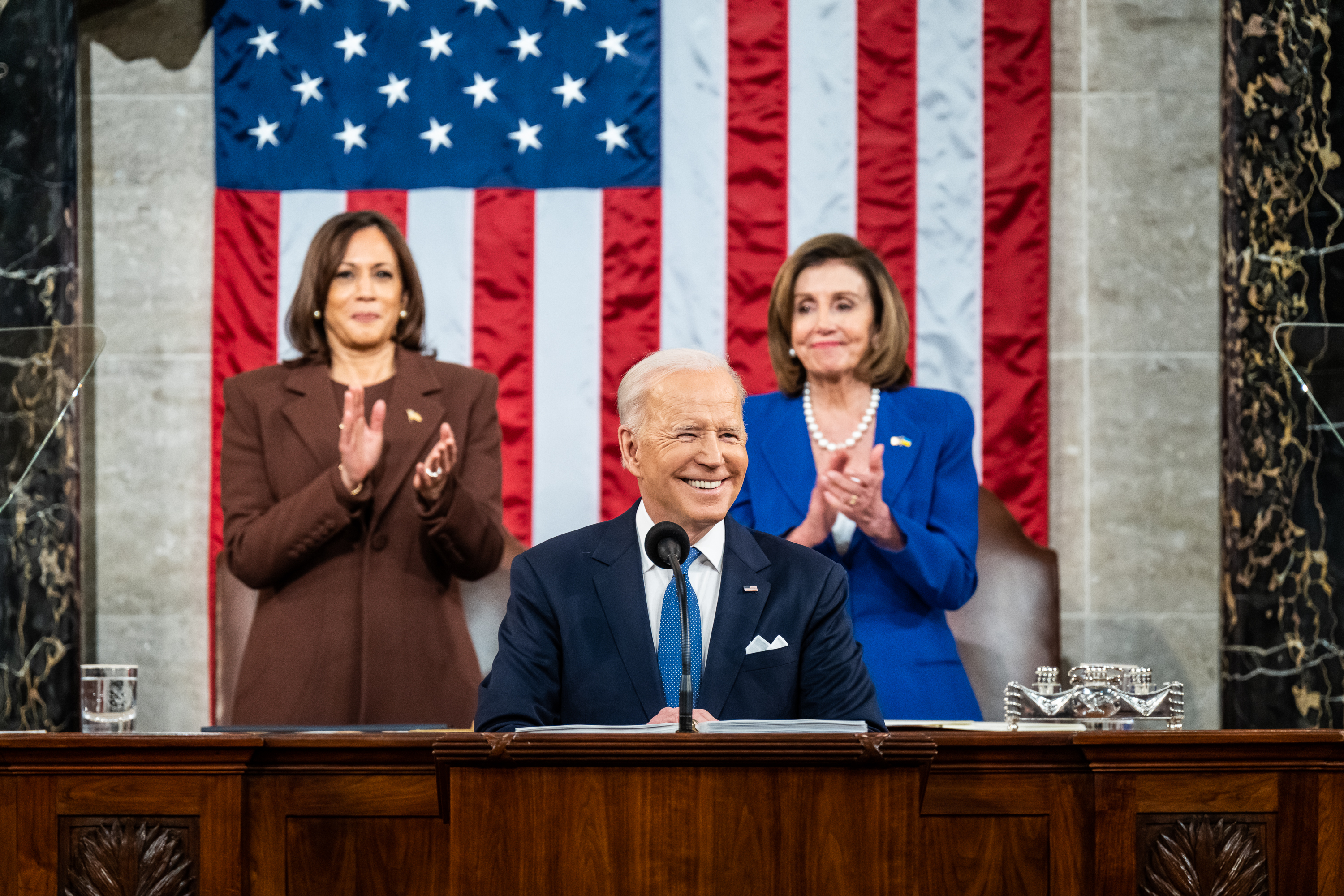
Biden em seu primeiro Discurso do Estado da União, em 2022.

Biden assinou uma ordem executiva destinada a apoiar os fabricantes nacionais, aumentando a preferência federal pela compra de bens feitos total ou parcialmente nos Estados Unidos. Usando o termo amplo do "Ato Made in America", o objetivo declarado da ordem executiva é fortalecer "todos os estatutos, regulamentos, regras e ordens executivas relativas a prêmios de assistência financeira federal ou compras federais, incluindo aqueles que se referem a Buy American, ou "Compre americano".

#### Inflação
Ao longo do primeiro ano da presidência de Biden, o índice de preços ao consumidor subiu para 7,5% no ano, marcando o mais alto índice de inflação em quarenta anos. Segundo analistas, Biden erroneamente leu o aumento da inflação como sendo apenas um efeito colateral temporário de uma economia em recuperação. Segundo o Wall Street Journal, o presidente falhou ao classificar o aumento dos preços como algo "transitório" e também errou em aumentar a circulação de dinheiro através de um pacote de estímulos exagerado, aumentando desnecessariamente a demanda numa economia que já mostrava sinais de recuperação ainda em 2021. Biden afirmou em seu primeiro Discurso do Estado da União, em 1 de março de 2022, que sua prioridade era combater a inflação, junto com os problemas dos custos de transporte marítimo e preços de medicamentos prescritos.
Ao mesmo tempo, como resposta a escalada da Guerra Russo-Ucraniana, Biden autorizou uma série de sanções contra a Rússia e ordenou que as importações de petróleo e gás vindas deste país fossem cortadas. Isso fez aumentar ainda mais a pressão inflacionária sobre os americanos.
Em agosto de 2022, o presidente assinou o Inflation Reduction Act, que visava conter a inflação reduzindo o déficit orçamentário federal, diminuindo os preços dos medicamentos prescritos e investindo na produção doméstica de energia, promovendo especialmente o desenvolvimento e geração de energia limpa. A partir do primeiro trimestre de 2023, os índices de inflação começaram a cair consistentemente e o desemprego permaneceu baixo, embora o crescimento dos salários continuou modesto.

### Política social

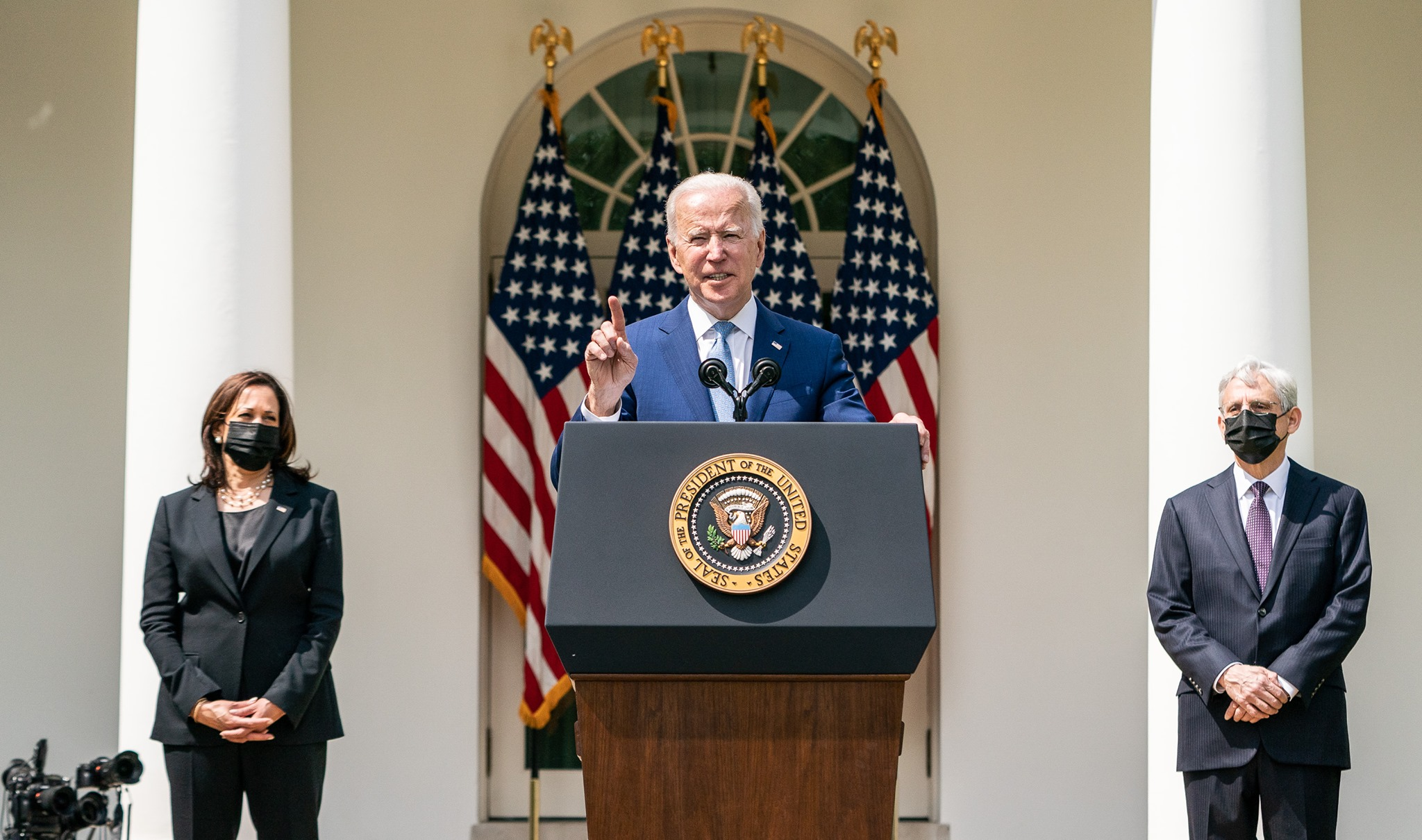
Biden, com a vice Kamala Harris a sua direita e o procurador-geral Merrick Garland na sua esquerda, falando sobre medidas de controle de armas.

Durante seus primeiros dias na presidência, Biden se concentrou em "promover a equidade, os direitos civis, a justiça racial e a igualdade de oportunidades". De acordo com The New York Times, as primeiras ações de Biden no cargo se concentraram na igualdade racial mais do que qualquer presidente desde Lyndon B. Johnson na década de 1960. Em 25 de janeiro de 2021, Biden assinou uma ordem executiva para reverter o banimento da entrada de pessoas trangêneras nas forças armadas, algo que Trump havia aprovado.
Outra questão para o governo Biden foi relançar a ideia de implementar a face de Harriet Tubman na nota de 20 dólares. Essa proposta havia sido levantada no governo Obama, uma década antes, mas Trump decidiu descartar a mudança. Jen Psaki afirmou que era importante que o governo federal e o dinheiro do país refletir a "história e diversidade" dos Estados Unidos e colocar Tubman na nota de vinte dólares.
Em 26 de janeiro, Biden ordenou que o Departamento de Justiça reduzisse o uso de prisões privadas e pediu para o procurador-geral não renovar contrato com tais instituições, citando a necessidade de "reduzir os incentivos baseados no lucro" para o encarceramento de minorias raciais.
Em 17 de junho, Biden assinou o Juneteenth National Independence Day Act, uma lei que oficialmente declarou a data comemorativa conhecida como "Juneteenth" como um feriado federal.

### Política de imigração

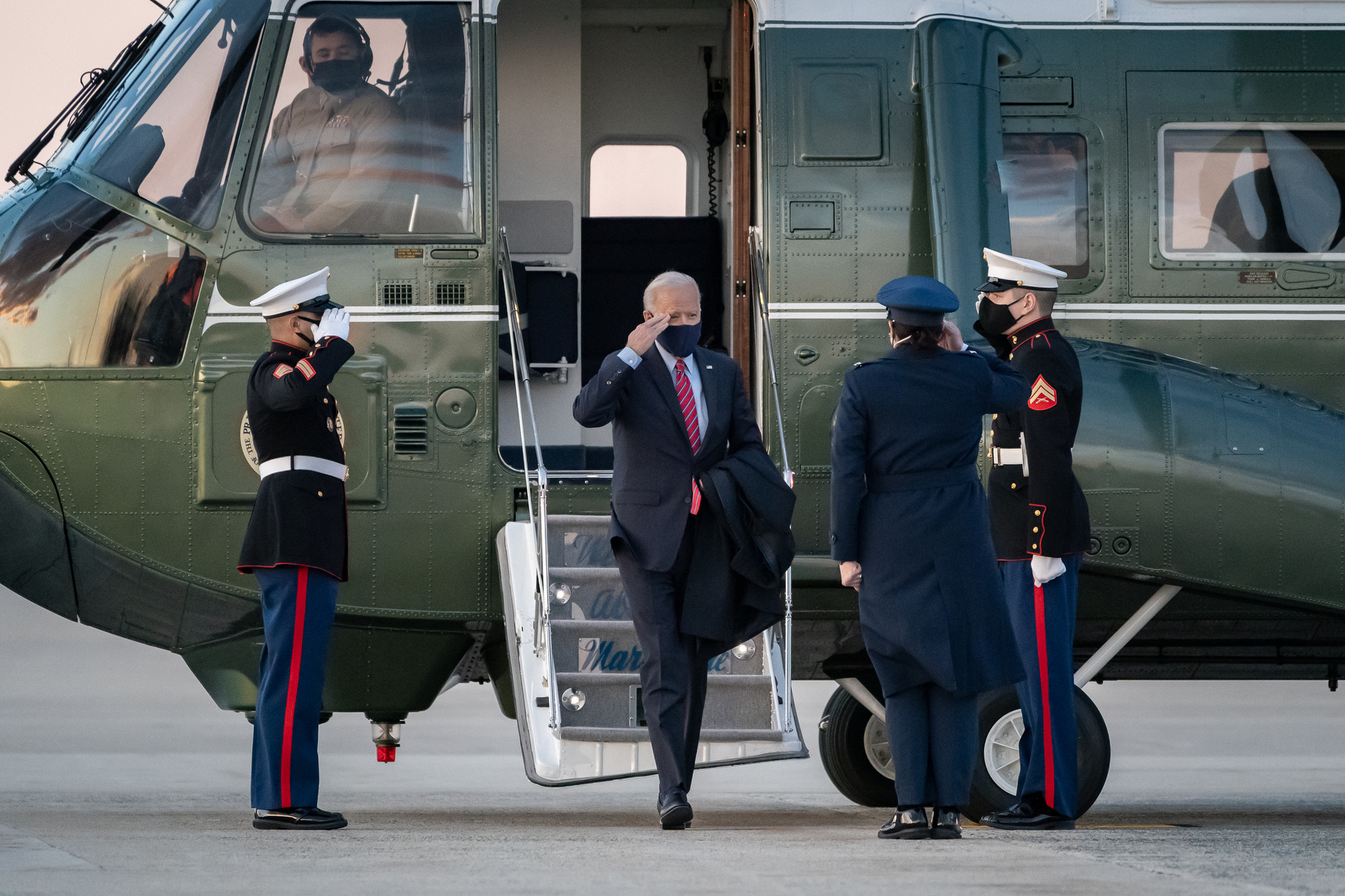
Biden deixando o Marine One, em fevereiro de 2021.

Em 20 de janeiro de 2021, Biden anunciou que parou a construção do muro de Trump na fronteira com o México e encerrou a declaração de emergência do presidente anterior na fronteira sul do país. Biden também reverteu a Ordem Executiva 13769, assinada por Donald Trump, que impedia a imigração legal de pessoas de países de maioria muçulmana. Biden reafirmou o programa DACA, que extendia a proteção para imigrantes ilegais que chegaram nos Estados Unidos quando eram crianças com seus pais.
Em 20 de janeiro, o governo Biden iniciou uma moratória em deportações pelo Departamento de Segurança Interna dos Estados Unidos durante seus primeiros dias na presidência. Em 22 de janeiro de 2021, o procurador-geral do estado do Texas, Ken Paxton, processou judicialmente o governo Biden por violar o compromisso que o presidente havia firmado com o estado para cooperação. Dias depois, um juiz federal no Texas reverteu a decisão do governo Biden, afirmando que não havia "qualquer justificativa concreta e razoável para uma pausa de 100 dias nas deportações".
Em 23 de janeiro, Biden propôs sua primeira legislação para imigração. Segundo a proposta, cerca de 11 milhões de imigrantes ilegais vivendo nos Estados Unidos receberiam papeis de legalização e poderiam se tornar elegíveis para se tornar cidadãos. O projeto de lei também tornaria mais fácil para certos trabalhadores estrangeiros permanecerem nos Estados Unidos. Segundo o senador democrata Dick Durbin, a lei era "aspiracional", e dificilmente passaria pelo Congresso sem severas modificações.

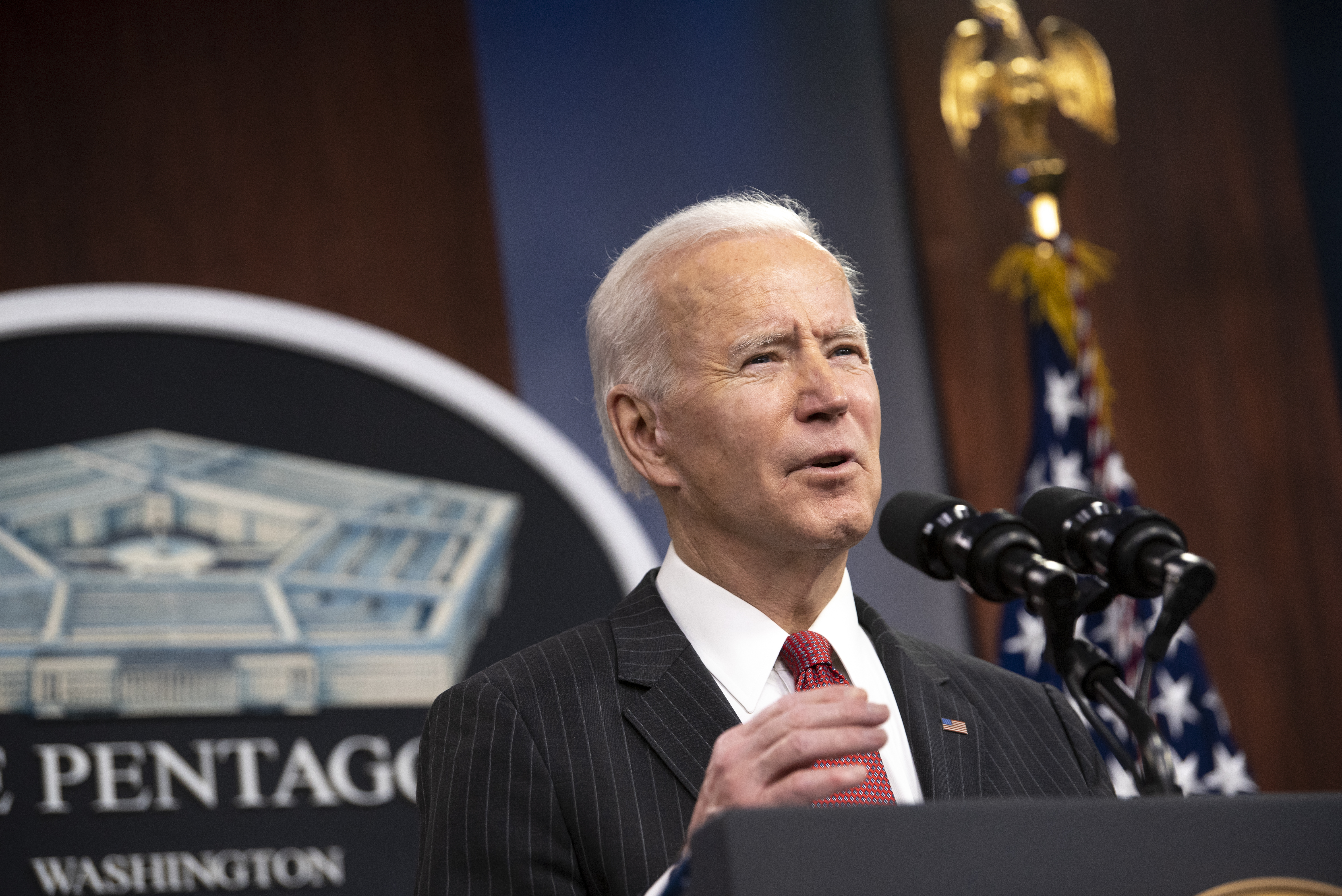
Biden em visita ao Pentágono, em fevereiro de 2021.

Numa das primeiras atitudes tomadas por Biden com relação a imigração foi reverter várias políticas do seu antecessor, especialmente a de deportação sumária de pessoas na fronteira, incluindo menores, para o México, mesmo com a maioria destas pessoas não sendo mexicanas. Outras medidas foram tomadas para agilizar o processo de travessia e aceitação de vistos na fronteira sul. Acreditando que Biden não seria tão duro com imigrantes quanto Trump, milhares de pessoas começaram a ir, em números cada vez maiores, para a fronteira mexicana com os Estados Unidos. A maioria destes imigrantes vinham da América Central, com as caravanas aumentando em tamanho desde abril de 2020 devido a fatores como crise econômica, COVID, desastres naturais, insegurança alimentícia e pobreza desenfreada na região. Em fevereiro de 2021, a Patrulha de Fronteira dos Estados Unidos reportou uma aumento anormal de 61% na chegada de menores de idade (especialmente crianças) desacompanhados em relação ao mês anterior. No total, cerca de 5 858 jovens foram apreendidos na fronteira em janeiro, com o número saltando para 9 457 em fevereiro, constituiu o maior aumento percentual de um mês para outro na apreensão de crianças desacompanhadas desde que a agência de Serviço de Alfândegas e Proteção de Fronteiras dos Estados Unidos começou a compilar esses dados em 2010. O governo Biden foi duramente criticado por sua lentidão e aparente despreparo para lidar com a questão, abolindo quase todas as medidas de Trump sem antes implementar ações substitutas. O presidente e sua equipe responderam afirmando que mais agentes federias estavam indo para a fronteira, que instalações novas para abrigar os migrantes e refugiados estavam sendo construídas e que um novo sistema de processamento de pedidos de exílio seria implementado, mas que não reverteria sua decisão de parar de deportar crianças desacompanhadas. O presidente havia revertido a política do seu antecessor e encerrou a deportação de crianças desacompanhadas, mas o número de migrantes e refugiados cresceu exponencialmente, forçando Biden a mandar a Agência Federal de Gestão de Emergências para ajudar.

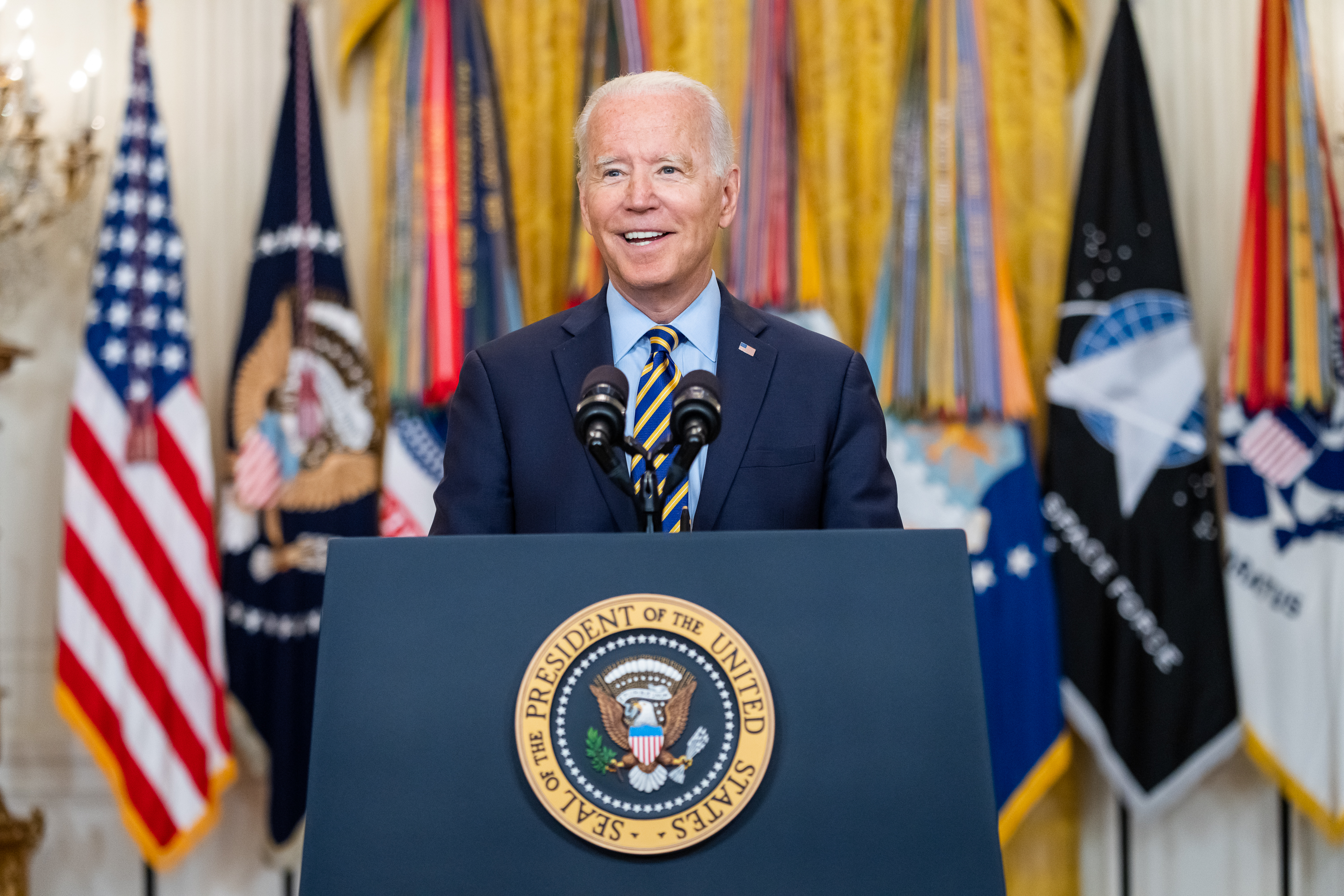
Biden, numa entrevista coletiva, em julho de 2021.

Em 24 de março de 2021, Biden colocou a vice-presidente Harris no comando de uma equipe que deveria trabalhar para deduzir o número de menores de idade desacompanhados e adultos tentando cruzar a fronteira ilegalmente. Entre as funções da vice-presidente, estaria negociar diretamente com as lideranças polícias no México, Honduras, Guatemala e El Salvador, de onde a maioria dos novos imigrantes vinham.

### Política ambiental
Em 20 de janeiro de 2021, Biden assinou uma ordem executiva para colocar os Estados Unidos de volta no Acordo Climático de Paris. Com a volta dos Estados Unidos ao acordo, os países responsáveis por dois terços das emissões globais de gases de efeito estufa farão promessas de se tornarem neutros em carbono, enquanto sem os Estados Unidos é apenas a metade. No mesmo dia, Biden cancelou a construção da Oleoduto Keystone XL. Ambientalistas e ativistas nativos americanos receberam muito bem a notícia. Como resultado, a empresa TC Energy teve que demitir 1 000 trabalhadores diretos no Canadá e nos Estados Unidos. Em 21 de janeiro, o governo Biden emitiou uma nota afirmando que havia proibido, por 60 dias, permissão para exploração de gás e petróleo em terras e águas federais. Em 27 de janeiro, o presidente assinou mais ordens executivas para lidar com a mudança climática, um dos pilares de sua campanha a presidência no ano anterior.
Entre os dias 22 e 23 de abril, Biden participou da Cúpula do Clima de 2021 onde ele anunciou que os Estados Unidos trabalhariam para cortar cerca de 50% das emissões de gases do efeito estufa até 2030. Outros países afirmaram que tomariam atitudes similares. O objetivo do encontro virtual era conseguir fazer com que o máximo de nações possível cooperassem para tomar medidas de combate ao aquecimento global e foi previsto que se essas atitudes de fato fossem tomadas, haveria uma redução de 2.6–3.7 GtCO2e até 2030.

## Política externa

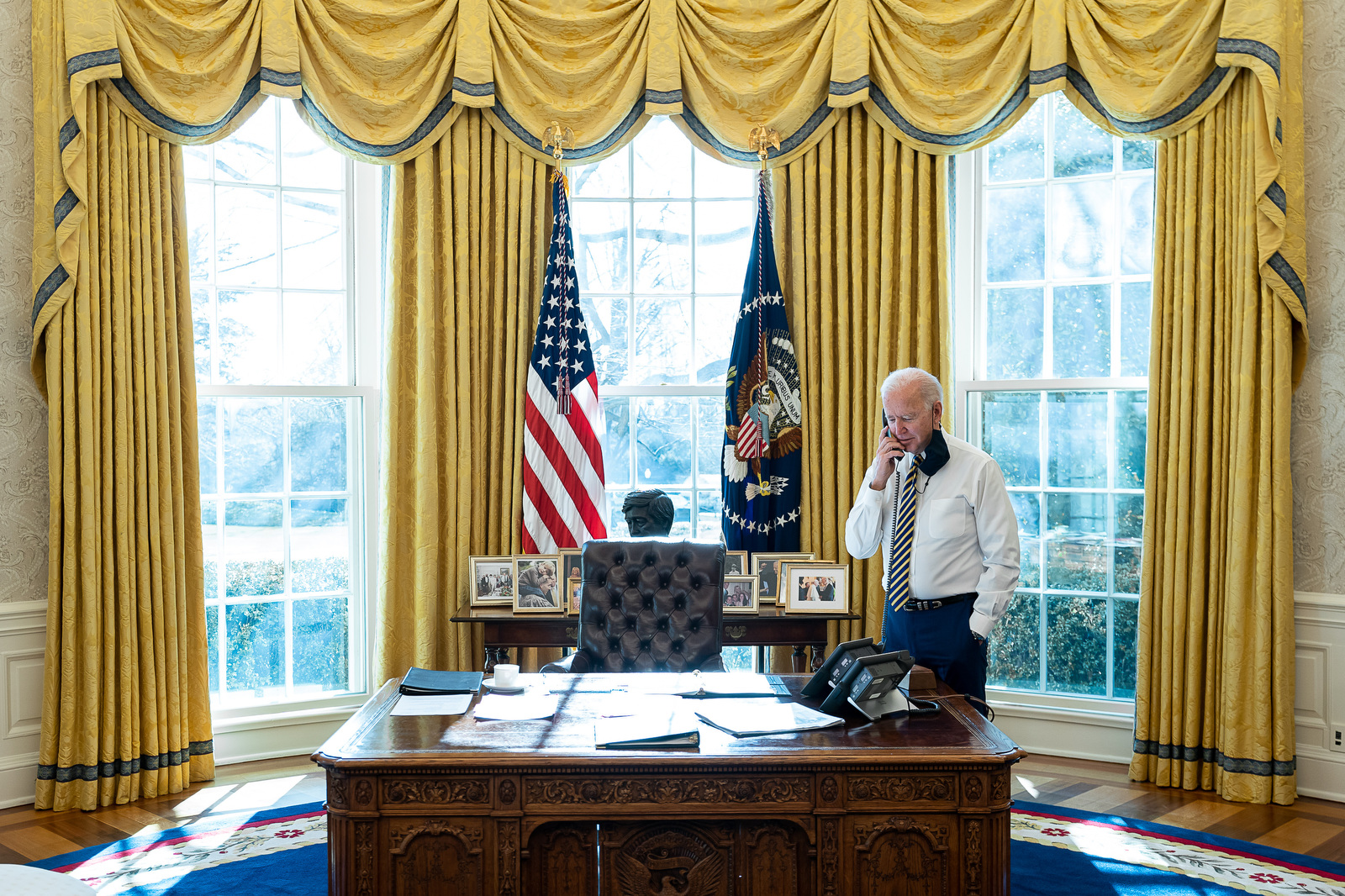
Biden conversando, direto do Salão Oval, com o presidente mexicano Andrés Manuel López Obrador.

Biden disse que os Estados Unidos precisavam "ser duros" com a China e construir "uma frente unida de aliados e parceiros do país para enfrentar os comportamentos abusivos e as violações dos direitos humanos do governo chinês".
Biden nomeou Antony Blinken para ser seu Secretário de Estado. Blinken disse que houve erros na política externa de Obama, especialmente em relação a aventuras militares no exterior, e ainda afirmou que Donald Trump "estava certo em adotar uma abordagem mais dura para a China", mas disse que a abordagem do ex presidente havia falhado em várias áreas. Na sua audiência de confirmação no Senado, ele endossou o relatório do ex-secretário de Estado Mike Pompeo de que a China estava cometendo um genocídio contra os muçulmanos uigures.
O governo Biden também afirmou que tomaria uma atitude firme contra o aquecimento global, tomando medidas internas e externas com isso em mente. Biden havia recolocado os Estados Unidos no Acordo de Paris, logo no primeiro dia. Durante a campanha presidencial em 2020, Biden havia criticado o presidente brasileiro Jair Bolsonaro e sua posição com relação a queimadas e destruição da Floresta Amazônica.
Ao final de janeiro, Biden ordenou a suspensão da venda de armas para a Arábia Saudita e os Emirados Árabes Unidos, o que a administração Trump havia concordado anteriormente. Em 1 de fevereiro, Biden condenou o Golpe de Estado em Mianmar e ameaçou recolocar sanções econômicas contra o país.

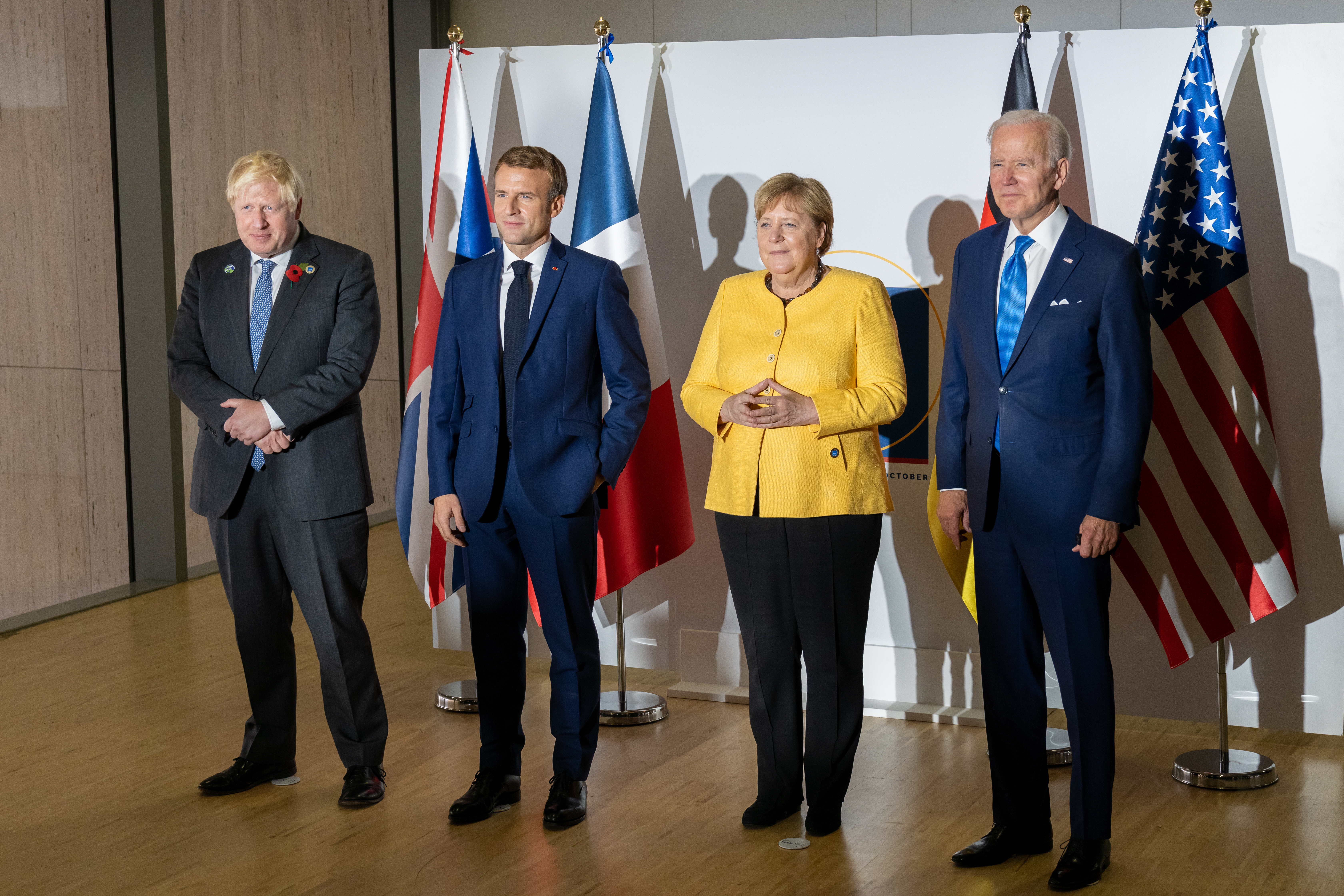
O presidente Biden com líderes do G20, em Roma: o primeiro-ministro britânico Boris Johnson, o presidente francês Emmanuel Macron e a chanceler alemã Angela Merkel, em outubro de 2021.

Em 4 de fevereiro de 2021, o governo Biden anunciou que os Estados Unidos estavam encerrando seu apoio à intervenção militar saudita no Iêmen. Na sua primeira visita ao prédio do Departamento de Estado, Biden disse que "essa guerra tem que acabar" e que o conflito tinha criado uma "catástrofe humanitária e estratégica".
Na noite de 25 de fevereiro, um mês após tomar posse, o presidente Biden autorizou, sob a recomendação do Secretário de Defesa Lloyd Austin, sua primeira ação militar, com um bombardeio aéreo contra uma milícia jihadista, armada e financiada pelo Irã, em território Sírio. A operação teria sido uma retaliação a uma série de atentados cometidos por terroristas no Iraque que haviam deixado vários americanos feridos semanas antes.
Em 14 de abril de 2021, Biden anunciou oficialmente que todas as tropas americanas iriam se retirar do Afeganistão até 11 de setembro do mesmo ano. Isto foi uma extensão do prazo estabelecido pelo governo anterior, que seria 1 de maio.
Em 24 de abril, o governo Biden declarou que o assassinato em massa de armênios pelos turco-otomanos no começo do século XX foi, de fato, um genocídio. Ele foi o primeiro presidente dos Estados Unidos a reconhecer o genocídio armênio como tal.
Em junho de 2021, Biden fez sua primeira viagem para o exterior como presidente, visitando o Reino Unido para uma reunião de cúpula do G7 e depois foi para Bruxelas onde se encontrou com líderes da União Europeia e da OTAN. Antes de partir para estes encontros, o presidente americano anunciou que os Estados Unidos iriam comprar 500 milhões de doses da vacina da Pfizer para distribuir para países de baixa renda, com o propósito de frear os avanços da pandemia de COVID-19 no mundo. Ainda na Europa, em 16 de junho, Biden foi para Genebra, na Suíça, onde se encontrou com o presidente russo Vladimir Putin e os dois discutiram questões como cibersegurança, direitos humanos e a crise diplomática entre as duas nações. Ambos os lados afirmaram que as conversas foram positivas.
Em 28 de junho, aviões dos Estados Unidos bombardearam alvos na Síria e no Iraque, novamente, como retaliação por ataques de milícias pró-Irã contra forças americanas na região. Esta foi a segunda ação militar ordenada pelo presidente Biden naquele ano. Neste mesmo período, Biden buscava reerguer o acordo nuclear com os iranianos que havia sido rompido no governo Trump, mas desconfiança de ambos os lados empacavam as conversas.

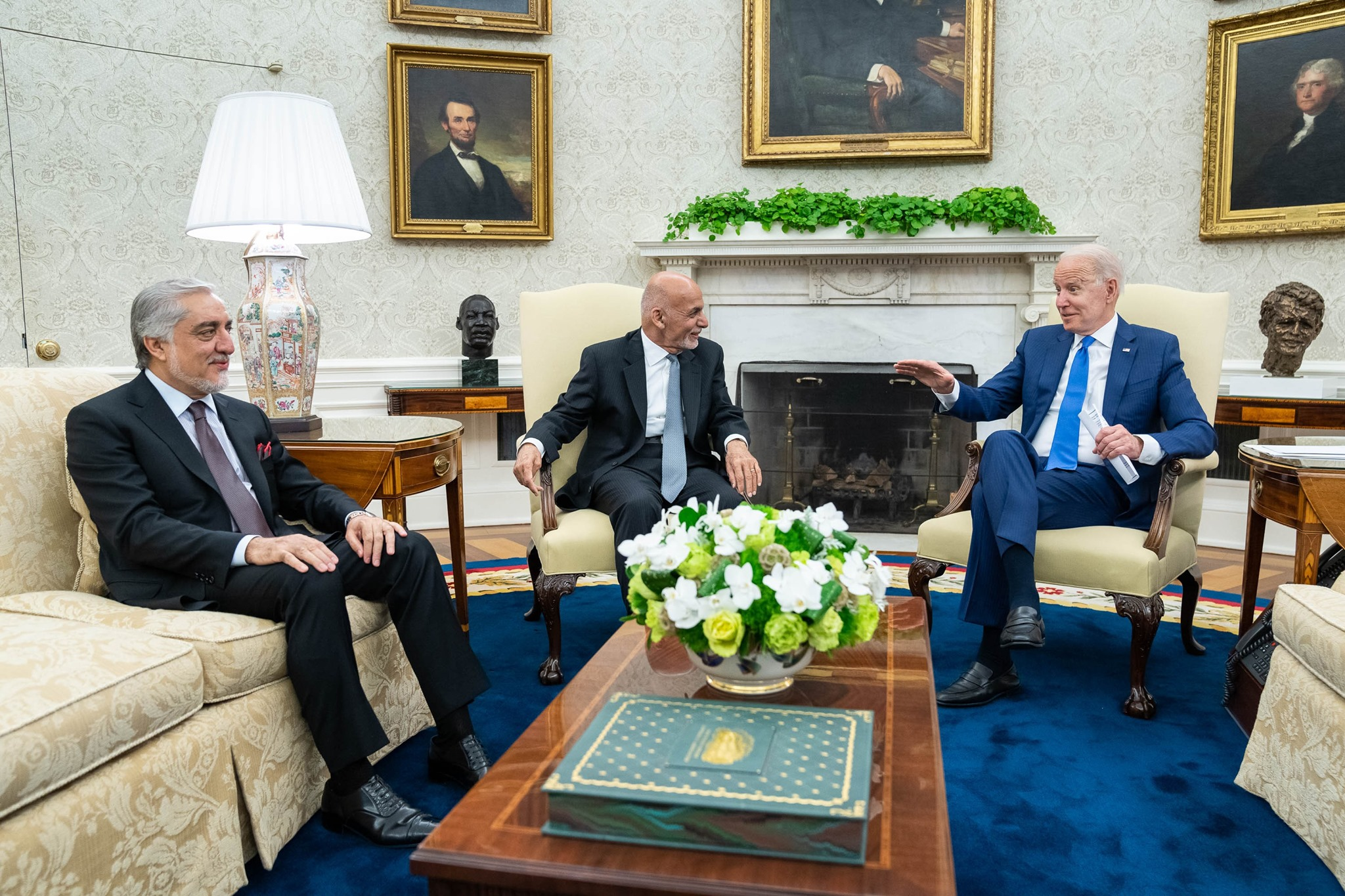
O presidente Biden numa reunião no Salão Oval com o presidente afegão Ashraf Ghani e o chefe do executivo Abdullah Abdullah, em junho de 2021.

No Afeganistão, a retirada americana do país foi alvo de duras críticas, tanto por políticos e analistas. Biden defendia a decisão de retirada afirmando que não mandaria mais uma geração de americanos para lutar e morrer no Afeganistão, ao mesmo tempo que dizia ter confiança na habilidade do exército afegão de resistir. Em maio, o Talibã iniciou uma pesada ofensiva por todo o território da nação. As forças armadas do governo afegão acabaram entrando em colapso e em 15 de agosto, a capital Cabul foi conquistada pelos islamitas. O presidente Ashraf Ghani acabou fugindo do país e o Talibã assumiu o controle do Afeganistão. O governo Biden foi altamente criticado pela forma como lidou com a retirada das forças americanas e a crise que se seguiu. O presidente, contudo, voltou a defender sua posição, colocando a culpa na ineptidão do governo afegão e na falta de espírito de luta do exército do país. Biden mandou então 6 000 soldados para o Aeroporto Internacional de Cabul para garantir a retirada de cidadãos americanos e refugiados afegãos. Em 30 de agosto, a retirada americana e de civis afegãos foi completada, encerrando vinte anos da participação dos Estados Unidos na Guerra do Afeganistão.
Em 3 de fevereiro, Abu Ibrahim al-Hashimi al-Qurashi, líder do Estado Islâmico, foi morto numa operação de forças especiais autorizada por Biden.
Em 24 de fevereiro de 2022, o Presidente Biden condenou a invasão russa da Ucrânia, afirmando que Putin "escolheu a guerra" e o chamou de "o agressor". Ele anunciou então um pacote de sanções econômicas contra a Rússia, que foi lentamente progredindo com o passar das semanas. Em 28 de fevereiro, o governo Biden continuou a autorizar mais sanções, atingindo figuras de autoridade da Rússia e seu Banco Central, proibindo americanos de fazer negócios em solo russo e congelando os ativos de seus bancos. Em 29 de março de 2022, Biden aumentou o tom de sua retórica, voltando a condenar as ações de Putin num discurso feito no final de sua viagem em apoio a OTAN na Europa, afirmando que "Putin não pode permanecer no poder". Para aumentar a segurança no leste europeu frente ao que o governo dos Estados Unidos considerava uma ameaça da Rússia, Biden autorizou o envio adicional de milhares de soldados americanos para a Europa.
Em 31 de julho de 2022, o líder da Al-Qaeda, Ayman al-Zawahiri, foi morto em Cabul num ataque aéreo aprovado por Biden.
Durante a guerra entre o Hamas e Israel de 2023, Biden reafirmou o apoio dos Estados Unidos ao governo israelense, enviando dinheiro e armas a eles. Contudo, o presidente também se pronunciou em favor do fornecimento de ajuda humanitária para o povo palestino na Faixa de Gaza.

## Eleições durante a presidência de Biden
|           |           | Líderes do Senado | Líderes do Senado | Líderes da Câmara | Líderes da Câmara |
| Congresso | Ano       | Maioria           | Minoria           | Presidente        | Minoria           |
| --------- | --------- | ----------------- | ----------------- | ----------------- | ----------------- |
| 117º      | 2021–2022 | Schumer           | McConnell         | Pelosi            | McCarthy          |
| 118º      | 2023      | Schumer           | McConnell         | McCarthy          | Jeffries          |
| 118º      | 2023–2024 | Schumer           | McConnell         | Johnson           | Jeffries          |
| 119º      | 2025      | Thune             | Schumer           | Johnson           | Jeffries          |

| Congresso | Senado | Câmara |
| --------- | ------ | ------ |
| 117º      | 50     | 222    |
| 118º      | 51     | 213    |
| 119º      | 47     | 215    |

## Índices de aprovação
Ao final de fevereiro, pesquisas de opinião indicavam que a aprovação do governo Joe Biden era relativamente alta para um presidente no começo de mandato, com seus números sendo melhores e mais consistentes que os de seu predecessor, Donald Trump. Na média, segundo as pesquisas, cerca de 55% dos americanos aprovavam o trabalho de Biden, enquanto 39% desaprovavam. Contudo, seu índice de aprovação era mais polarizado do que de Trump, com 98% dos democratas e 61% dos independentes aprovando sua administração, contra apenas 11% dos republicanos que aprovavam a forma como Biden governava o país, uma diferença de 87%. Perto de completar cem dias no cargo, os índices de aprovação de Joe Biden permaneceram acima dos 50%, bem superior ao de Trump, mas abaixo da média histórica desde o final da década de 1940. O índice de aprovação de Biden ficou acima dos 50% durante todos os seus seis primeiros meses no cargo. Contudo, em agosto, com a situação no Afeganistão se deteriorando, uma pesquisa indicou que apenas 41% dos americanos aprovava o governo Biden, os piores índices de sua presidência. A esmagadora maioria dos entrevistados justificou sua resposta afirmando desaprovar a forma como o presidente lidou com a questão afegã e a retirada americana.
Nos últimos dois anos de sua presidência, apesar dos fortes números da economia, a alta do custo de vida e inflação elevada erodiram a popularidade de Biden, com uma enorme parcela da população americana acreditando que o país estava indo na direção errada. Biden deixou a presidência, em janeiro de 2025, com baixos índices de aprovação (aproximadamente 39% da população aprovava sua gestão). Seus índices eram baixos principalmente em questões de economia, imigração e política externa, com uma grande parte do eleitorado americano taxando sua presidência como um "fracasso". Entre analistas e historiadores, sua presidência é descrita como "acima da média".